# Mariya Stoyanova
Mariya Stoyanova (cirílico:Мария Стоянова) (19 de julho de 1947) é uma ex-basquetebolista búlgara que conquistou a Medalha de Bronze nos XXI Jogos Olímpicos de Verão realizados em 1976 em Montreal, Canadá.